# Békan
 Békan è un comune del Ciad situato nel dipartimento di La Nya Pendé, provincia del Logone Orientale.